# 1983 en photographie
| Années de la photographie : 1980 - 1981 - 1982 - 1983 - 1984 - 1985 - 1986    |
| Décennies de la photographie : 1950 - 1960 - 1970 - 1980 - 1990 - 2000 - 2010 |

Cet article présente les faits marquants de l'année 1983 en photographie.

## Événements
- 16 juin : ouverture du National Museum of Photography, Film and Television à Bradford au Royaume-Uni
- 10 octobre : ouverture du Musée photographique Ken-Domon à Sakata au Japon.
- Création du Musée de la photographie du Danemark (da).
- 18 avril : en France, le comité interministériel d'aménagement du territoire (CIAT) acte le financement d'un projet de « photographie de la France », la Mission photographique de la DATAR officialisée l'année suivante[1].
- Création de l'Atelier de restauration et de conservation des photographies de la Ville de Paris (ARCP) ; il a pour mission de mettre en œuvre la politique de préservation du patrimoine photographique des bibliothèques, archives et musées municipaux de Paris[2],[3].
- Commercialisation par Nikon de deux appareils photographiques reflex mono-objectif : le Nikon FE2, de format 35 mm[4], et le Nikon FA, le premier appareil reflex avec contrôle matriciel de l'exposition.
- mars : commercialisation par Canon du Canon T50, appareil photographique reflex mono-objectif argentique s’adressant aux photographes amateurs.
- La firme soviétique Lomo PLC commercialise le Lomo LC-A, un appareil photographique argentique compact[5].

## Livres de photographies
- François Hers, Récit, en dialogue avec Jean-François Chevrier, conception graphique de Roman Cieslewicz, Paris, Herscher, 167 p.  (ISBN 2-7335-0047-3)[6].
- Robert Mapplethorpe et Bruce Chatwin, Lady : Lisa Lyon, New York, Viking Press, 128 p (ISBN 0-670-43012-9).
- Francine Vanberg, On l'appelait Madame Thérèse, Bruxelles, Contretype[7].
- Bernard Pierre Wolff, New York Macadam, Paris, éditions du Chêne/Hachette,  (ISBN 2-85108-331-7).

## Études, essais, articles
- (en) André Jammes et Eugenia Parry Janis, The art of French calotype : with a critical dictionary of photographers, 1845-1870, Princeton, Princeton University Press, XXIV-284 p. (ISBN 0-691-04002-8).
- Susan Sontag, Sur la photographie, Paris, Union générale d'éditions, 239 p.  (ISBN 2-264-00505-X)

édition française de l'essai On the photography publié en 1977 ; comporte six essais : Dans la caverne de Platon, L'Amérique à travers le miroir obscur des photographies, Objets mélancoliques, L'héroïsme de la vision, Évangiles photographiques, Le monde de l'image.
- Henri Van Lier, Philosophie de la photographie, Paris, Éditions Les Cahiers de la photographie[8].

## Expositions
- 17 mars - 30 avril : Pionniers de la photographie russe soviétique, Musée des Arts décoratifs, Paris.
- 23 mars - 26 juin : Jean-Philippe Charbonnier : 300 photographies 1944-1982, Musée d'Art moderne, Paris[9].
- avril - mai : Au-delà du reportage : Gilles Caron, Raymond Depardon, Martine Franck, David Hum, William Klein, Guy Le Querrec, Palais des Beaux-Arts, Charleroi.
- 17 juin - 5 septembre : Photographes et photographies d'art à Nancy au 19e siècle, Musée des Beaux-Arts, Nancy[10].
- 29 juin - 18 septembre :  Herbert List : photographies, 1930-1960, exposition rétrospective, Musée d'Art moderne de la ville de Paris[11].
- 20 octobre - 22 janvier 1984 : Robert Cornelius : portraits from the dawn of photography, National Portrait Gallery, Washington[12]
- 24 octobre - 25 novembre : Arbeiten 83 : Werkstatt für Photographie der VHS Kreuzberg, Werkstatt für Photographie (de), Berlin.
- 25 octobre - 8 janvier 1984 : Jazz et photographie, Musée d'Art moderne de la ville de Paris, Département de l'ARC (Animation, Recherche, Confrontation)[13].
- 18 novembre - 8 janvier 1984 : Ylla, Musée Nicéphore-Niépce, Chalon-sur-Saône[14].

## Festivals et congrès photographiques
- 3 juillet - 6 août : 14e Rencontres de la photographie d'Arles[15],[16].

## Études, essais, articles
- Gilles Mora et Claude Nori, L'Été dernier. Manifeste photobiographique, Paris, Éditions de L'Étoile, 1983, 91 p.

## Films sur la photographie
- Roger Spottiswoode, Under Fire, film américain sur une équipe de photojournalistes américain pendant la guerre civile au Nicaragua opposant les sandinistes au président Anastasio Somoza.

## Prix et récompenses
- Grand Prix national de la photographie : Robert Doisneau.
- Prix Niépce : Pascal Dolémieux.
- Prix Nadar : François Hers, Récit, Paris, éditions Herscher, 167 p.  (ISBN 2-7335-0047-3).
- Prix Oskar-Barnack : Neil McGahee.
- Prix Kodak de la critique photographique : non décerné.
- Médaille David-Octavius-Hill : Helmut Gernsheim.
- Prix Erich-Salomon : Lotte Jacobi et Tim Gidal.
- Prix culturel de la Société allemande de photographie : Karl Pawek (posthume).
- Prix national de portrait photographique Fernand-Dumeunier : Pierre Radisic.
- Premio Nacional de Artes Plásticas : Francesc Català Roca[17].
- Prix Robert Capa Gold Medal : James Nachtwey de Time pour ses photographies du Liban.
- Prix Pulitzer :
  - Prix Pulitzer de la photographie d'article de fond : James B. Dickman du Dallas Times Herald pour ses photographies au Salvador.
  - Pulitzer Prize for Spot News Photography : Bill Foley, d'Associated Press, pour ses photographies de victimes et de survivants du massacre de Sabra et Chatila au Liban.
- Prix Ansel-Adams : Dewitt Jones.
- Prix W. Eugene Smith : Milton Rogovin.
- Prix de la Société de photographie du Japon / prix annuel : Daidō Moriyama, Issei Suda / espoirs : Hiromi Nagakura, Seijun Suzuki, Hiroshi Yamazaki / contributions remarquables : Teikō Shiotani, Yukio Tabuchi.
- Prix Kimura Ihei : non décerné.
- Prix Ina-Nobuo : Gorō Nakamura.
- Prix Ken-Domon : Masatoshi Naitō.
- World Press Photo de l'année : Robin Moyer, pour sa photographie du 17 septembre 1982 montrant un groupe de cadavres de réfugiés palestiniens après le massacre de Sabra et Chatila au Liban, par les milices chrétiennes maronites des Phalanges libanaises[18].
- Prix international de la Fondation Hasselblad : non décerné.

## Naissances
- 19 mai : Danish Siddiqui, photojournaliste indien, lauréat du Prix Pulitzer en 2018, tué lors d'un reportage en Afghanistan le 16 juillet 2021.
- 4 juin : Le Turk, photographe et réalisateur français.
- 15 juillet: Maxim Dondiouk, photographe documentaire indépendant ukrainien, lauréat en 2022 du Prix W. Eugene Smith.
- 16 octobre : Rémi Ochlik, photographe de guerre français, tué dans le bombardement par les forces armées syriennes d’un centre de presse durant la guerre civile syrienne le 22 février 2012.
- 15 novembre Thomas Crauwels, photographe de haute montagne et alpiniste belge.

- Date précise inconnue ou non renseignée :
  - Hoda Afshar, photographe documentaire iranienne active à Melbourne en Australie.
  - Jérémy Lempin, photographe de guerre et documentaire indépendant français.
  - Joshua Wolfe, photographe canadien de paysages.

## Décès
- 28 janvier : Alix Cléo Roubaud , photographe et écrivaine française d'origine canadienne, née le 19 janvier 1952.
- 22 février : Germaine Van Parys, photojournaliste belge, né le 18 avril 1893.
- 30 mars : Lisette Model, photographe documentaire américaine, née le 10 novembre 1901.
- 4 mai : Shūji Terayama, poète, dramaturge, photographe et réalisateur japonais, né le 10 décembre 1935.
- 11 mai : Heinz Hajek-Halke, photographe et illustrateur de presse allemand, né le 1er décembre 1898.
- 12 mai : Werner Mantz, photographe allemand, actif aux Pays-bas à partir de 1938, connu principalement comme photographe d'architecture, né le 28 avril 1901.
- 2 juin : Shigeo Gochō, photographe japonais, né le 2 novembre 1946.
- 18 octobre : Pierre Fréor, photographe français, né le 13 décembre 1896.

## Célébrations
Centenaire de naissance
- James Edward Abbe
- Gaetano d'Agata
- Imogen Cunningham
- František Drtikol
- Shinzō Fukuhara
- Noël Le Boyer
- Piotr Otsoup
- Charles Sheeler
- Balbino Sobrado
- Emilio Sommariva
- Lora Webb Nichols
- Jiichirō Yasukōchi
- Casimir Zagourski
- Raymond Vroncourt

Centenaire de décès
- Marie-Alexandre Alophe
- József Borsos
- Frédéric Flachéron
- Joaquín Hysern
- Isaac Rehn
- Thomas Rodger